# Калин Каменов
Калин Каменов e български политик от ПП ГЕРБ, заместник-министър на младежта и спорта в 90-ото (служебно) правителство на Република България (6 август – 7 ноември 2014 г.) и в 91-вото правителство (Кабинет „Борисов II“) от 7 ноември 2014 г. Кмет на община Враца от ноември 2015 г.

## Биография
Роден е на 19 юли 1980 г. във Враца. Учи в местното основно училище „Васил Кънчов“ и в Механотехникума. През 2006 г. завършва Право в Югозападния университет „Неофит Рилски“, гр. Благоевград. През 2013 г. получава диплома от Българско училище за политика „Димитър Паница“ към Нов български университет.
Като студент е избран два пъти за президент на студентското правителство в ЮЗУ. Отговаря за младежките и детски политики в ГЕРБ. Той е сред учредителите на гражданско сдружение ГЕРБ, ПП ГЕРБ и нейната младежка организация МГЕРБ. Активен участник в работата на Националното сдружение на общините в Република България (НСОРБ). 
Кореспондент на „Господари на ефира“ от Благоевград. След дипломирането си работи като журналист в социалната сфера, но предпочита да насочи усилията си в политиката, за да може да създава ефективни решения на проблемите, които до момента само констатира в репортажите си.
Започва работа в Държавната агенция за закрила на детето от 2009 г. като експерт, постепенно е повишен в заместник-председател на агенцията, а в началото на април 2012 г. става неин председател. Експерт по младежки политики в XLII народно събрание. През 2014 година Калин Каменов заема поста заместник-министър на младежта и спорта в служебното правителство на Георги Близнашки. Запазва поста и във втория кабинет на Бойко Борисов.
През 2015 г. е избран за кмет на родния си град Враца. Каменов е преизбран за кмет от първия тур със 72,8% през 2019 г. и с 67,01 % през 2023 г.

## Социална ангажираност
В последните години [кога?]е съпредседател на Национален център за безопасен Интернет, национален кореспондент към Съвета на Европа по Програма „Да изградим Европа за и с децата“, а също така и член на комитета по наблюдение към ОПРЧР. Посланик на децата с аутизъм. Един от първите посланици на кампанията, която насърчава четенето сред децата „Забавното лятно четене“. Доброволец към десетки хуманитарни, социални, екологични и спортни каузи. Създател на еко инициативата „Да пуснем корени в България“ в рамките на която стотици членове на МГЕРБ и граждани са засадили над 1000 дървета в района на Рупите от 2007 г. насам.
До есента на 2013 г. е председател на обществения съвет към „Фонд за лечение на деца“. От януари 2016 до 2020 година е председател на Управитения съвет на ПОФК „Ботев“ (Враца).

## Личен живот
Каменов е женен и има две деца със съпругата си Мария – дъщеря и син.